# Miracle: A Celebration of New Life
Miracle: A Celebration of New Life è un libro nato dalla collaborazione di Anne Geddes con la cantante canadese Céline Dion. 
Il progetto è una combinazione di musica e foto che ruotano attorno ai temi della nuova vita e dei bambini.
Il libro è stato pubblicato in nove lingue contemporaneamente in 22 paesi e è rimasto nella lista dei best seller del The New York Times per sei settimane consecutive. Miracle è comparso nella lista dei best seller di saggistica del The Wall Street Journal, così come negli elenchi dei best seller a copertina rigida di Publishers Weekly, Barnes & Noble, Amazon.com Canada e BookSense ed è stato il numero 1 nell'elenco dei best seller di Wal-Mart.com per due settimane. 
In Germania, Miracle debuttò al 3º posto della prestigiosa lista dei best seller della rivista GEO per il mese di dicembre 2004 ed è rimasto tra i primi dieci (6º posto) per il mese di gennaio 2005. Fu anche 12° nella lista dei libri illustrati di Livre Hebdo Fall 2004 più venduti in Francia.
L'album è stato uno dei 5 best seller internazionali della rivista Billboard nel dicembre 2004.

## Edizioni
- Anne Geddes e Céline Dion, Miracle: A Celebration of New Life, Kansas City, Andrews McMeel Pub, 2004, ISBN 0740746960, OCLC 965571555.